# Koko Abeberry
Pour les articles homonymes, voir Famille Abeberry.
Jean-Claude Abeberry, dit Koko Abeberry (né à Biarritz le 1er novembre 1932 et mort dans la même ville le 21 février 2017) est un lettré[Quoi ?], avocat, défenseur des droits de l'homme au Pays basque et une figure du mouvement abertzale en Pays basque français.

## Biographie
Koko Abeberry est l'un des cinq fils de Jean Abeberry, boulanger biarrot, catholique de droite et Croix-de-feu, originaire d’Arcangues et d'Ernestine Etcheverry, institutrice fille d'instituteur, native de Halsou.
Avec sa femme Pantxika, ils étaient les accompagnateurs de son frère Maurice lorsque celui-ci trouva la mort sur les pentes de La Rhune, au pied du col de Zizkoitz, le 21 février 1988.
Lors de ses obsèques civiles, Mikel Epalza dit de lui : « Koko a tracé parmi nous le sillage d’un gizon, d’un humaniste, d’un passionné du pays Basque et d’un monde de justice. Oui «Irria luze». C’est la première image de Koko, celle d’un homme toujours souriant, qui partout où il passait transpirait une sorte de paix, car il était lui-même pacifié, doux et résistant à la fois ».

### Les études et les années étudiantes
Après des études au lycée de Bayonne, c'est à l'université de Bordeaux qu'il est licencié en lettres françaises et espagnol.
Pour financer ses études, il travaille entre janvier 1952 et avril 1958 comme « pion », c'est-à-dire surveillant, notamment à Blaye, au lycée français de Saint-Sébastien (1898-1998), au lycée Bertran de Born à Périgueux, au lycée Montesquieu à Bordeaux, à l'Institut national des jeunes sourds de Paris fin 1957.
Il reste quelques mois à Paris et va ensuite travailler deux années à Londres ce qui lui permet d'ajouter l'anglais à sa pratique des langues.

### Les années parisiennes
Il vit ensuite une dizaine d'années à Paris en travaillant chez Hermès jusqu'en 1969 et participant à la vie de l’Euskal Etxea de la rue Duban.
Il est un membre actif d’Eskualzaleen Biltzarra de Paris.
Comme de nombreux jeunes Basques, il se décide au retour au pays.

### Vivre le Pays et travailler au Pays
Il entreprend des études de droit à Bayonne, où est implanté depuis 1970 l’Institut d’études juridiques et économiques (IEJE),, et de licence et de maîtrise à Pau ; il devient avocat en 1976 et entre au barreau de Bayonne.
Il marque ensuite de son empreinte les prisonniers basques et autres qu'il défend et qu'il visite régulièrement en prison,.
Fin 1972, il participe pendant 32 jours à la grande grève de la faim contre les expulsions de réfugiés basques qui se tient à l'intérieur de la cathédrale de Bayonne.
Il est le directeur de publication, du no 332 du 3 janvier 1974 jusqu'au no 759 du 2 mars 1983, d'Enbata, un journal abertzale.
Le 10 avril 1979, alors qu'il se rend du Pays basque espagnol au Pays basque français, il est détenu par la Guardia Civil espagnole puis remis en liberté sans charge.

### Défense des droits de l'homme et des libertés
Membre du Syndicat des Avocats de France (SAF) et de la Ligue des Droits de l'Homme (LDH), Koko Abeberry est membre fondateur avec une trentaine de personnes du Comité pour la défense des droits de l’homme en Pays basque (CDDHPB) au mois de juillet 1984. Koko Abeberry est témoin, lors d'un congrès du Syndicat des Avocats de France à Paris, de la prise de parole d'Yves Jouffa (1920-1999), qui était alors président de la LDH, justifiant les extraditions.
Il est pendant longtemps l'un des co-présidents du CDDHPB et l'un des contributeurs réguliers du journal Jakilea (« le témoin » en euskara) publié chaque trimestre par le CDDHPB.
Michel Berger, longtemps co-président du CDDHPB avec Koko Abeberry, écrira de lui : « Comme tous les membres du CDDHPB et de bien d'autres encore, il recherchait la résolution de la paix au Pays Basque dans le dialogue et la justice, associé à toutes les personnes de bonne volonté qui y sont attachées ».
Depuis 1984, le CDDHPB poursuit toujours les buts suivants : « Prendre la défense des droits de l’Homme en Pays basque. Intenter toute action non-violente en vue de cette défense. Promouvoir la solidarité avec toute personne dont la liberté est menacée ou dont les droits sont violés. Agir pour qu’une information complète passe dans le public. »